# Painter Essentials
Painter Essentials（ペインター・エッセンシャルズ）は、コーレルが開発・発売している初心者・中級者向けユーザー向けペイントツールである。

## 概要
プロ・ハイエンド向けペイントツール「Painter（ペインター）」は高機能でかつ少し高価なため、安価なものを求めているユーザーや、PCでのイラストに慣れていない初心者が描きやすいようにと設計されたのがEssentialsシリーズである。（前シリーズであるPainter ClassicについてはPainterの項を参照）
他社ソフトウェアと比較し、Painterの描画エンジンを搭載しているためアニメイラストなどのデジタル系から水彩・油彩などのナチュラルペインティングまで描くことができる柔軟性、画像やイラストを元に水彩画や油彩をソフトウェア自ら描いていく「自動ペインティング」、それに使われている機能「クローン」は独特であり、有用性が高い。

## シリーズ
Essentials
Painter8 の廉価版で、数回起動するごとに「Painter8」の広告が出たり、またフルバージョン版のブラシライブラリを読み込んだりと言った事も出来なくなった。そのことでEssentials が出た後もPainter5 準拠のClassic を使い続けるユーザーもいたようである。
Essentials2
Painter8.1 の廉価版で、Essentials1 発売から9か月後という異例の速さでの発表となった。1の時のバグが修正され、Painter 8 準拠のデジタル水彩ブラシが追加されるなど、Essentials1 より機能限定の度合いが緩くなっている。
Essentials3
Painter 9.1 の廉価版だが9.5より先行発売しており、デジタルカメラ写真の簡易修整機能の追加、写真等の画像から自動で絵を描いていく機能「フォトペイントパレット」の導入など、Photoshop Elements 指向のライトユーザーを意識した機能が取り入れられている。また今回のバージョンは73種類のブラシが導入されている。
Essentials4
Painter 10.1 の廉価版で、ユーザーインターフェースが、よりライトユーザー向きなものに一新された。そのため、比較的難解だった「自動ペインティング機能」などの各作業が分かりやすくなった。ブラシの数も95種類と増え、「作業履歴を遡って元に戻す機能」が従来の5回から32回に改善されるなど、機能限定の度合いもさらに緩くなっている。対応OSはWindows XP、Windows Vista、7、8.1　Mac OS X 10.6、10.7、10.8，10.9
Essentials 5
Painter 2015 の廉価版で、それまで対応してこなかった「レイヤーモード」を新搭載。それに伴ってか、Painter Essenntials4で変更した初心者向けインターフェイスから、通常のPainterライクなインターフェイスに戻った。100種類を超えるブラシ、ミラー・万華鏡ツール、変形ツールなど描画に便利な機能が追加されたほか、Painter2015で搭載された新機能「重力ブラシ」もいくつか搭載している。
Essentials 6
動作するOSはWindowsは最新の Service Pack がインストールされた Windows 10（64ビット版）、Windows 8.1（64ビット版）または Windows 7（64ビット版）。macOSは最新アップデートが適用された10.13、10.12、OS X 10.11 および OS X 10.10。ユーザーインターフェイスが刷新され、Essentialsを起動させるとWelcomeスクリーンが表示され、チュートリアルやワークフローのヒントを閲覧することが可能になった。
Essentials 8
2021年2月16日リリース

## バンドル（同梱）
Wacom製ペンタブレットへ同梱されているケースが多い
2013年発売の「Intuos」「Intuos Pro」シリーズまではコンスタントに付属していたが、それ以降2015年９月のWacom Intuosシリーズのラインナップ一新までArtrage（販売元イーフロンティアが国内代理店を務めるソフトウェア）がダウンロードできるケースが多かった。
2015年9月現在は、Intuos Artを購入するとPainter Essentials 5がダウンロードできる。